# Hemileius copectus
Hemileius copectus är en kvalsterart som beskrevs av Lee 1989. Hemileius copectus ingår i släktet Hemileius och familjen Hemileiidae. Inga underarter finns listade i Catalogue of Life.